# Leraje

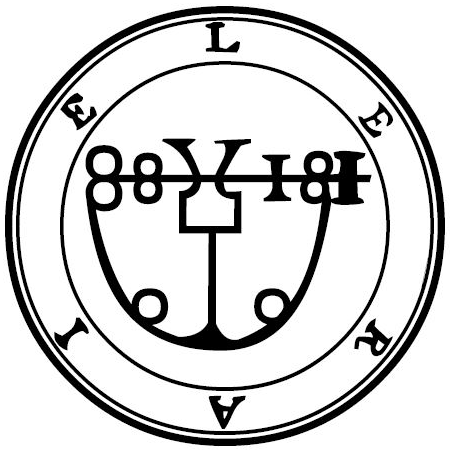
Sigil potrzebny do przywołania Leraje

Leraje – w tradycji okultystycznej, demon, markiz piekła. Znany również pod imionami Lirajka, Loraj, Loray, Oraj, Oray, Leraye i Leraie. Rozporządza 30 legionami duchów piekielnych. W Sztuce Goecji jest czternastym, a w Pseudomonarchii Daemonum trzynastym duchem.

## Wdemonologii
By go przywołać i podporządkować potrzebna jest jego pieczęć, która według Sztuki Goecji powinna być zrobiona ze srebra.
Potrafi wywoływać wielkie bójki, potyczki i bitwy. Odpowiedzialny jest również  za gangrenę na ranach wywołanych przez strzały z łuku. Potrafi świetnie posługiwać się dzirytem.
Ukazuje się pod postacią łucznika, który jest ubrany w kolorze zielonym. Trzyma przy sobie łuk i kołczan.

## Wkulturze masowej
- Pojawia się w grze Castlevania: Portrait of Ruin jako Lerajie.
- W grze fabularnej Dungeons & Dragons w dodatku Tome of Magic: Pact, Shadow, and True Name  Magic, można z nim  podpisać pakt w zamian za władzę. Jego wygląd jest taki sam jak w Sztuce Goecji.
- Pojawia się w japońskiej mandze Chrno Crusade jako Leriajie.